# Monastero di San Pantaleone (Malevizi)
Il monastero di San Pantaleone  (in greco Μονή Αγίου Παντελεήμονος) è un monastero greco-ortodosso nell'isola greca di Creta; è dedicato a san Pantaleone di Nicomedia.

## Storia

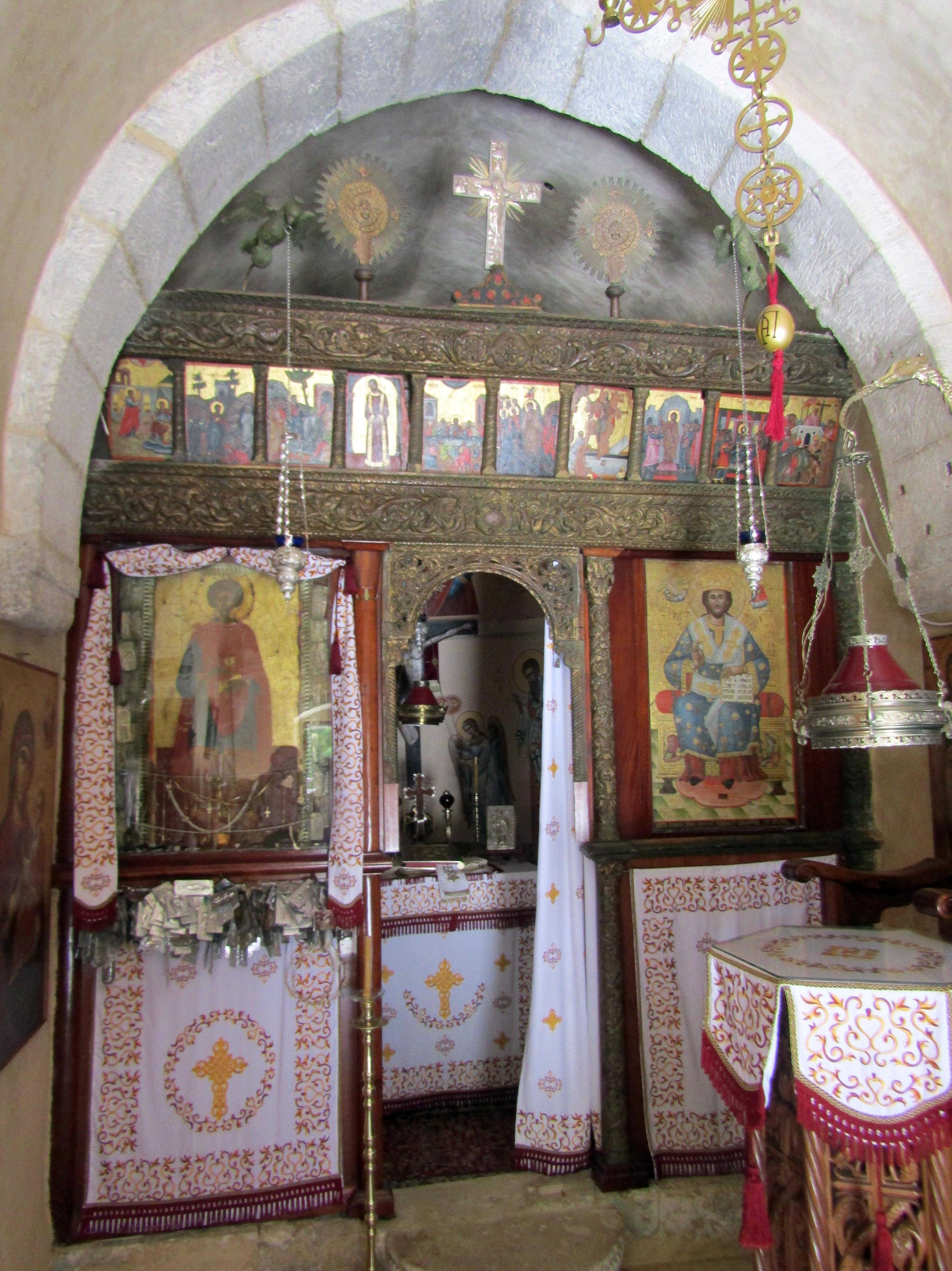
Interno della chiesa

Il monastero sarebbe stato fondato nel XVII secolo da alcuni monaci in fuga dopo la distruzione da parte dei pirati del loro originario monastero di Sant'Antonio situato a Sisses, presso la costa, del quale oggi rimane solo più la cappella.. In effetti la piccola dimensione dell'abitato di Fodele negli anni mise al riparo la comunità dalle distruzioni patite da altre zone dell'isola. L'edificio ha comunque nel tempo subito vari danni e trasformazioni. Il monastero ha giocato un ruolo rilevante nell'appoggio ai ribelli cretesi contro la dominazione ottomana, e nel corso del XIX secolo vi venne allestito un ospedale da campo. I pochi monaci rimasti sul posto, che oggi si trova defilato rispetto alle grandi rotte turistiche, celebrano tutti gli anni il 27 luglio la festa patronale di San Pantaleone, patrono dei fornai.

## Caratteristiche

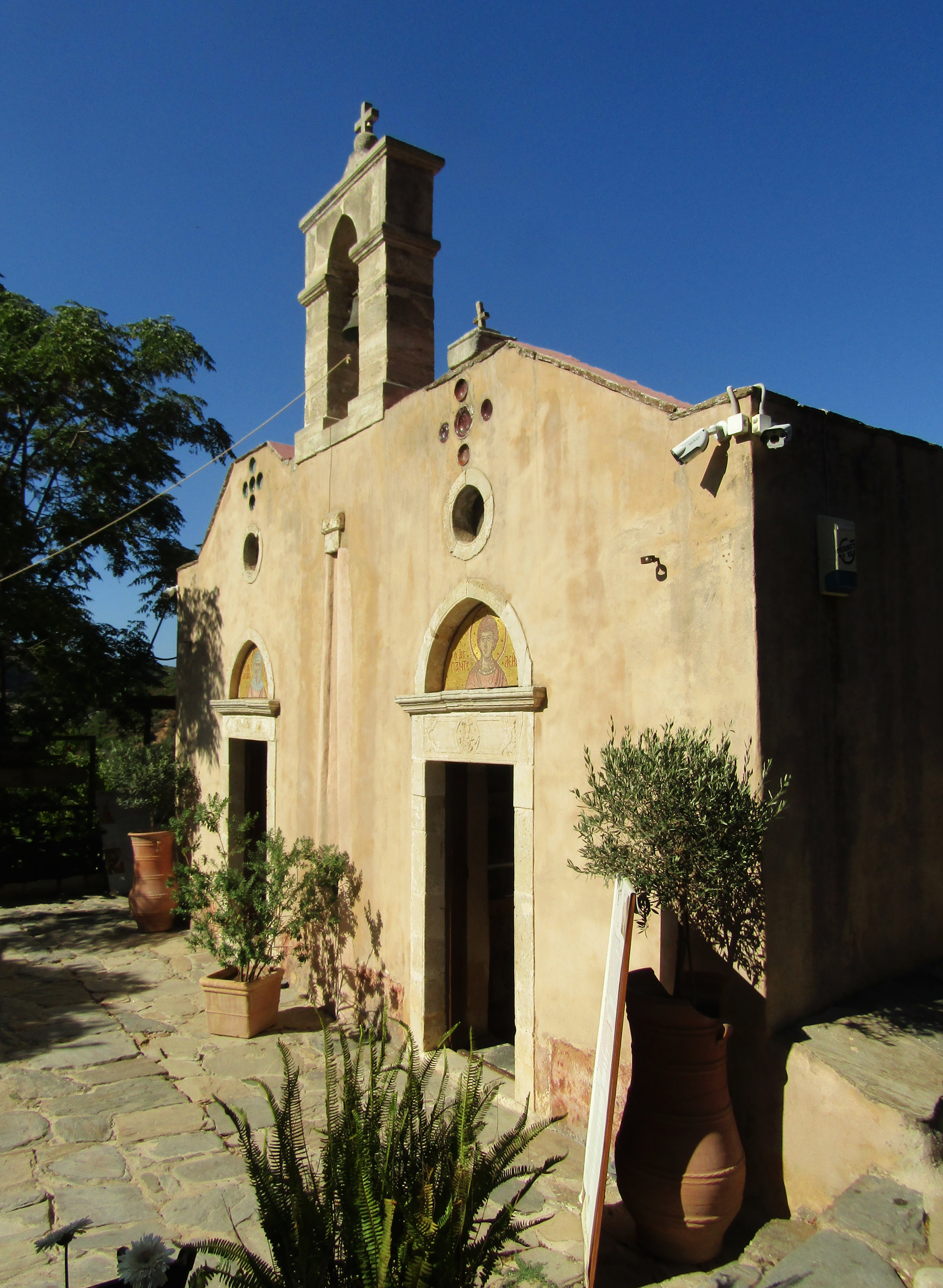
Facciata della chiesa

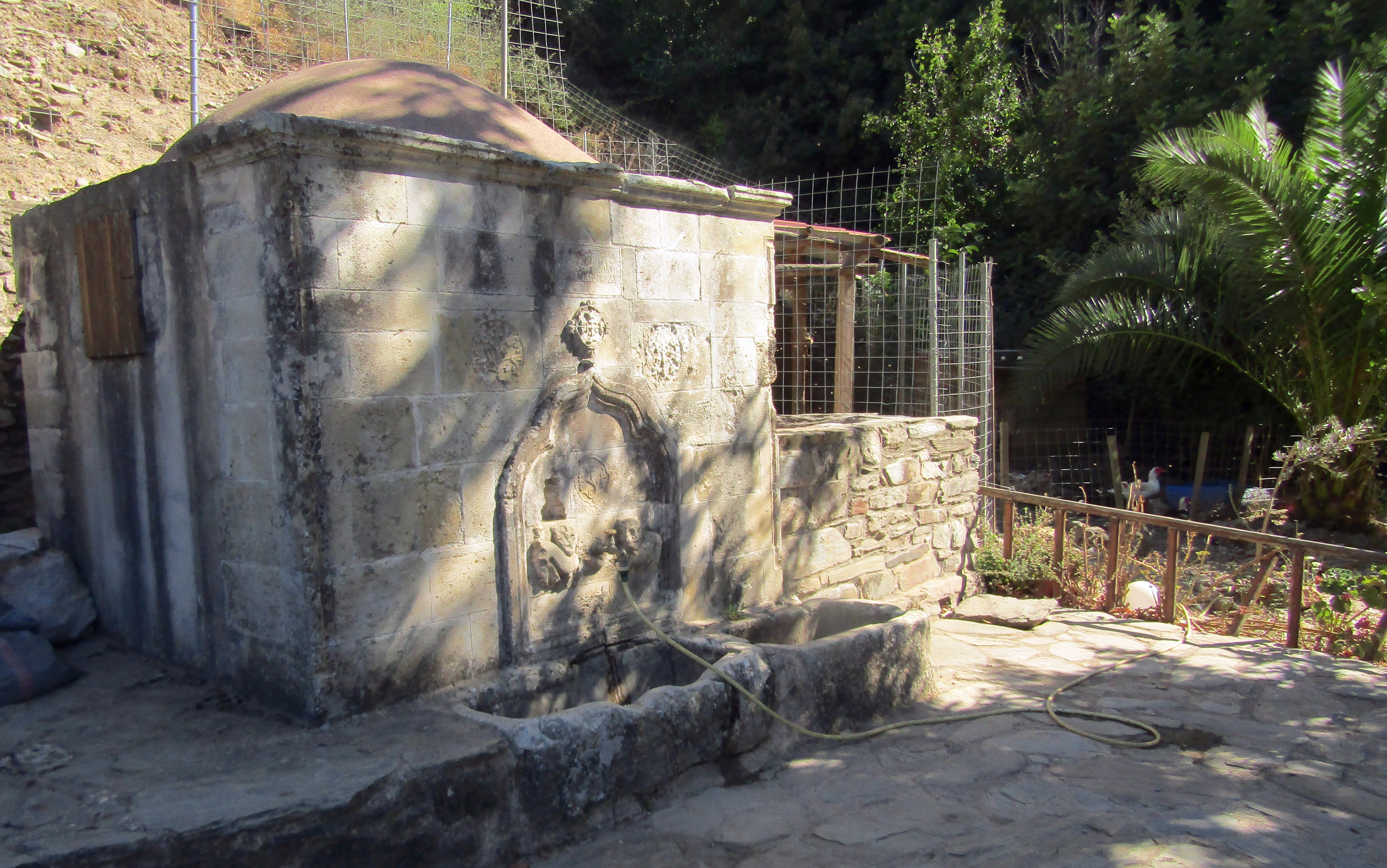
Antica fontana nel complesso monastico

Il monastero è situato a ovest di Heraklion, a circa 5 km dal paese di Fodele, in comune di Malevizi. È collegato a Fodele da una stradina che percorre una piccola valle ombrosa e ricca di vegetazione. Il complesso, come altri monasteri cretesi, è impostato come una fortezza veneziana, anche se pochi degli edifici originari sono tuttora in buono stato di conservazione. La chiesa è a due navate e si trova nella parte centrale dell'originaria cinta muraria. Una delle navate è dedicata a Sant'Antonio e l'altra a San Pantaleone.  All'interno sono conservate alcune icone di pregio, mentre altre icone che originariamente si trovavano nel monastero sono esposte oggi al Museo di Arte Religiosa di Heraklion.